# Blaze – Eine gefährliche Liebe
Blaze – Eine gefährliche Liebe (Originaltitel: Blaze) ist ein US-amerikanisches Filmdrama aus dem Jahr 1989. Regie führte Ron Shelton, der auch das Drehbuch anhand des Buches Blaze Starr: My Life as Told to Huey Perry von Blaze Starr und Huey Perry schrieb.

## Handlung
Die Handlung spielt in den 1950er Jahren in den USA. Der Gouverneur des US-Bundesstaates Louisiana, Earl K. Long, kämpft für eine Erweiterung der Rechte der Afroamerikaner. Er lernt die Stripperin Blaze Starr kennen, mit der er eine Beziehung eingeht, die er nicht zu verheimlichen versucht. Diese Beziehung schadet seinem politischen Ansehen.

## Kritiken
Das Lexikon des internationalen Films schrieb, der Film sei ein „gepflegt fotografiertes, politisch angehauchtes gediegenes Melodram mit nostalgischer Grundhaltung“. Lediglich Paul Newman rage „aus der oberflächlichen Zeichnung von Zeit und Milieu“ heraus.
Die Zeitschrift Cinema schrieb, der Film biete einen „Mix aus Humor und nackten Tatsachen“. Die beiden Hauptdarsteller würden „geschickt alle Untiefen“ „überspielen“.

## Auszeichnungen
Haskell Wexler wurde im Jahr 1990 in der Kategorie Beste Kamera für den Oscar nominiert und gewann den American Society of Cinematographers Award. Der Film wurde 1990 für den Political Film Society Award für Exposé nominiert.

## Hintergründe
Der Film wurde in Baton Rouge, in New Orleans und in einigen anderen Orten in Louisiana gedreht. Er spielte in den Kinos der USA ca. 19,1 Millionen US-Dollar ein.